# Hotep-ib-Re
Hotep-ib-Re war ein altägyptischer König (Pharao) der 13. Dynastie (Zweite Zwischenzeit).
Im Turiner Königspapyrus erscheint in Zeile und Reihe 6.12 ein Herrscher mit dem Namen Sehotep-ib-Re. Dies ist vielleicht eine Verschreibung von Hotep-ib-Re eines altägyptischen Schreibers. Hotep-ib-Re trug den Eigennamen Qemausahornedjherjotef, oder nach anderer Lesung Hornedjherjotefsaqemau.
Von diesem Herrscher sind eine Statue und ein Tempelblock bekannt. Da ein Herrscher mit demselben Thronnamen (Sehotep-ib-Re) in der Turiner Königsliste auch unter 6.8. erscheint, ist die genaue Einordnung dieses Pharaos nicht ganz sicher.